# Samoieda
Samoiedo[a] (em russo:  самоедская собака, transl. samoiedskaïa sobaka), ou samoieda, é uma raça de cães do tipo spitz oriunda do norte da Rússia, na região da Sibéria.
O nome da raça deriva das tribos Samoyed, que usavam cães do tipo spitz de várias cores para pastorear renas mais ao sul, e usavam cães brancos para caça e para tração de trenós mais ao norte.

## História
De acordo com estudos, esta raça (ou o seu antecessor, como outros do tipo spitz) é uma das mais antigas, pois descende dos cães que acompanharam as migrações das tribos dos Samoiedos, que viviam na Sibéria e cujas origens remontam à Pré-História.
Os samoiedas foram trazidos ao ocidente em 1889, quando o primeiro exemplar foi levado para Inglaterra. O primeiro padrão da raça foi registrado no mesmo país em 1909.

## Características
O padrão da raça permite as cores branco puro, creme ou branco com biscoito. A altura dos machos é de 57 cm e das fêmeas 53 cm, com tolerância de 3 cm para mais ou para menos.
Apesar de domesticado, é um cão que cumpre exemplarmente suas funções enquanto animal de utilidade, é raro ver um Samoieda agressivo (estando nessa situação fora do padrão da raça), portanto não utilizado como cão de guarda e sim como companhia ou pastoreio, sendo conhecido como o "cão que ri",por causa de seu sorriso. Se adapta muito bem com crianças e outros animais, sendo brincalhões até idade avançada. Destacaram-se em competições de exposição.